# Sääskjärvi
Sääskjärvi är en sjö i Finland. Den ligger i kommunen Itis i landskapet Kymmenedalen, i den södra delen av landet, 100 km nordost om huvudstaden Helsingfors. Sääskjärvi ligger 52,7 meter över havet. Den är 5,02 meter djup. Arean är 5,11 kvadratkilometer och strandlinjen är 12,07 kilometer lång. Sjön  ingår i Forsby å huvudavrinningsområde.   I omgivningarna runt Sääskjärvi växer i huvudsak blandskog. Den sträcker sig 3,1 kilometer i nord-sydlig riktning, och 2,9 kilometer i öst-västlig riktning.
I övrigt finns följande i Sääskjärvi:
- Lahnaojansaari (en ö)
- Isosaari (en ö)